# 잠수함의 역사
잠수함의 역사에 대해 설명한다.

## 세계 최초의 잠수함

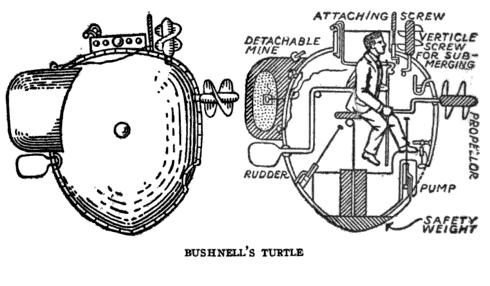
데이비드 브쉬넬이 제작한 세계 최초의 잠수정 터틀

세계 최초의 잠수정은 코르넬리스 드레벨이 제작한 잠수정 터틀이다. 인간이 직접 추진력을 발생시키는 수동식의 달걀형의 잠수정이었다. 미국 독립 혁명 때 대륙군의 Sgt. Ezra Lee가 조종한 터틀은 1776년 9월 7일 뉴욕항에서 영국의 함대 기함인 전함 이글호를 공격했으나 침몰시키는데 실패했다.

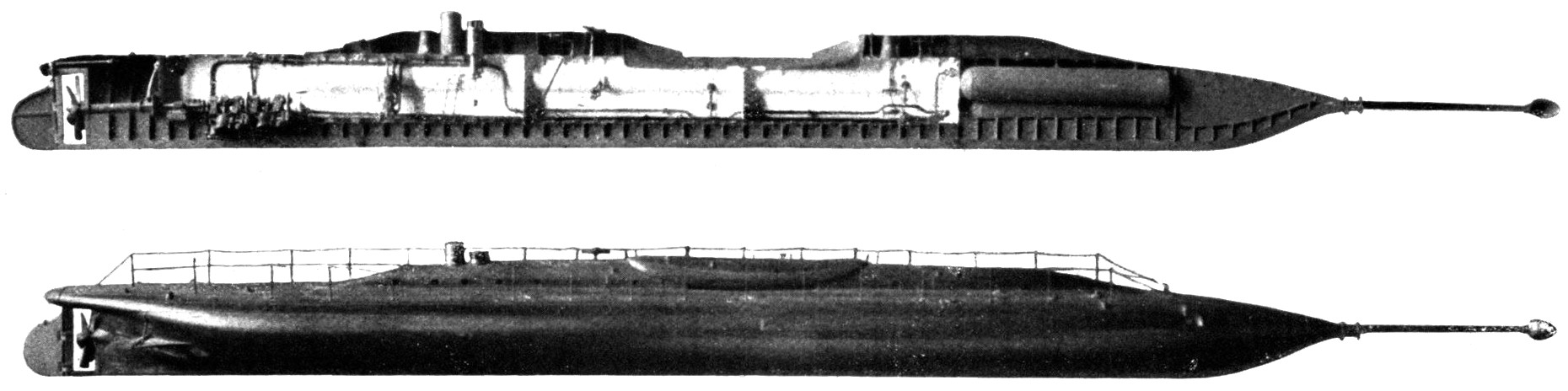
Plongeur, the first submarine that did not rely on human power for propulsion.

인력이 아닌 기계식 추진의 최초의 잠수함은 1863년에 건조된 프랑스 해군 잠수함 플론져이다. 압축공기를 이용하여 기계적인 장치를 사용한 간단한 추진력을 얻었다.
스웨덴의 노르덴펠트가 제작한 "노르덴펠트-III" 또는 "Abdülhamid" 라고 불린 잠수함은 세계 최초로 수중에서 어뢰를 발사였다.
아일랜드의 발명가 존 필립 홀랜드가 설계하여 1897년 5월 17일에 진수된 홀랜드 타입 4 잠수함은 세계 최초로 수상에서는 내연기관 엔진을 사용하고, 수중에서는 배터리로 추진을 하였다. 미국 해군은 1900년 4월 11일 홀랜드 4 잠수함을 구매하여 홀랜드함으로 명명하였다.
세계 최초의 원자력 추진 잠수함은 미국에서 1954년에 진수된 SSN-571 노틸러스이다. 프랑스의 소설가 쥘 베른이 쓴 해저 2만리의 노틸러스호의 이름을 땄다.
세계 최초의 AIP 추진 디젤 잠수함은 스웨덴의 코콤사가 1995년 2월 2일에 진수한 고틀란드호이다.

## 각국 최초의 잠수함
독일 최초의 잠수함은 Forelle함이다. Krupp이 제작한 이 잠수함은 1903년 이전까지 진수되지 못했고 러시아에 수출되었다. 독일 해군 최초의 잠수함은 1905년에 진수되었다.
프랑스의 Aigette 잠수함은 프랑스 최초로 디젤 엔진을 장착했다.

## 같이 보기
- 폭뢰
- 원자력 잠수함
- 공격 잠수함